# Jan Dzianotti
Jan Dzianotti, wł. Gianotti, (ur. ok. 1620, zm. ok. 1686), kupiec warszawski i krakowski, pochodzenia włoskiego.
Pochodził z włoskiej rodziny kupieckiej Gianotti de Castellati, obdarzonej szlachectwem w Niemczech w XVI wieku. W Polsce ród używał formy nazwiska Dzianotti i uzyskał indygenat w 1662 za sprawą brata Jana, Piotra, towarzysza roty husarskiej Jerzego Lubomirskiego. 
Jan Dzianotti zajmował się handlem winem węgierskim, które sprowadzał drogą wodną (przez Spisz, Poprad i Wisłę). Od 1644 był rajcą warszawskim. Figurował w rachunkach dworu królewskiego i Krzysztofa Arciszewskiego jako powiernik sum pieniężnych. Razem z bratem Piotrem oraz Jakubem Dzianotti utrzymywał własną kaplicę z grobowcem w kościele św. Jana.
Jego słynna piwnica win została obrabowana w czasie potopu szwedzkiego. Żonie Dzianottiego udało się uzyskać od dowództwa szwedzkiego w formie wynagrodzenia strat sztabę złota, wartości około 20 tysięcy złotych. Sztaba ta padła w czasie zarazy w 1656 łupem złodzieja, którego jednak udało się schwytać. Złodziejem okazał się jeden z pracowników Dzianottiego. Toczył się w tej sprawie głośny proces.
W 1672 Dzianotti przeniósł się do Krakowa, gdzie rok później przyjął prawo miejskie. Był członkiem konfraterni włoskiej w Krakowie, po raz ostatni został wymieniony jako żyjący w 1686.
Jego żoną była Jadwiga z Fukierów (I voto Maciejowa Bolińska). Z racji powinowactwa z Fukierami był wyznaczony na jednego z opiekunów synów Marcina Fukiera w testamencie tego ostatniego z 1655. 
Z rodu Dzianottich pochodzili także Franciszek Dzianotti, rajca krakowski, burmistrz w czasie powstania kościuszkowskiego oraz Juliusz Wilhelm Dzianott, rotmistrz w powstaniu styczniowym.